# Liste der Aussichtstürme im Kanton Graubünden
Die folgende Liste von Aussichtstürmen enthält Bauwerke des Kantons Graubünden, welche über für den Publikumsverkehr zugängliche Aussichtsmöglichkeiten verfügen.
| Bild                        | Name des Turms              | Gemeinde  | Baujahr | Gesamthöhe | Plattformhöhe | Bauwerkstyp | ZoomViewer Panoramabild |
| --------------------------- | --------------------------- | --------- | ------- | ---------- | ------------- | ----------- | ----------------------- |
| Las Colonnas                | Las Colonnas                | Surses    | 2016    | 20 m       | 18 m          | Holz        |                         |
| Beobachtungsturm Eichenhaft | Beobachtungsturm Eichenhaft | Maienfeld | 2016    | 14 m       | 13 m          | Stahl       |                         |
| Il spir                     | Il spir                     | Flims     | 2006    | 15 m       | 12 m          | Stahl       |                         |
| Tor Alva                    | Tor Alva                    | Surses    | 2025    | 30 m       |               | Beton       |                         |
| Torre Belvedere             | Torre Belvedere             | Maloja    | 1882    | 24 m       | 22 m          | Gemauert    |                         |

## Anmerkung
1. ↑  Anmerkung: Baujahr entspricht der Fertigstellung oder der Eröffnung des Bauwerkes

Aargau |
Appenzell Ausserrhoden |
Appenzell Innerrhoden |
Basel-Landschaft |
Basel-Stadt |
Bern |
Freiburg |
Genf |
Glarus |
Graubünden |
Jura |
Luzern |
Neuenburg |
Nidwalden |
Obwalden |
Schaffhausen |
Schwyz |
Solothurn |
St. Gallen |
Tessin |
Thurgau |
Uri |
Waadt |
Wallis |
Zug |
Zürich